# Elazığspor Kulübü
L'Elazığspor Kulübü és un club de futbol de la ciutat d'Elazığ a Turquia. El club té la seu al districte d'Elazığ, i rep el seu nom de la mahalle de Harput.

## Participació en la lliga
- Lliga turca de futbol: 2002–04, 2012–2014
- TFF Primera Lliga: 1974–82, 1983–85, 1986–87, 1990–92, 1995–02, 2004–08, 2011–12, 2014–
- TFF Segona Lliga: 1968–75, 1985–86, 1987–90, 1992–95, 2008–11
- TFF Tercera Lliga: 1982–83

## Història
| N. | Pos. | Nac. | Jugador           |
| -- | ---- | --- | ----------------- |
| 1  | POR  | [[Fitxer:Flag of Croatia.svg\|23x15px\|border \|alt=Croàcia\|link=Selecció de futbol de Croàcia\|{{#if:\|]]   | Vanja Iveša       |
| 2  | MIG  | [[Fitxer:Flag of Guinea.svg\|23x15px\|border \|alt=Guinea\|link=Selecció de futbol de Guinea\|{{#if:\|]]      | Pascal Feindouno  |
| 3  | DEF  | [[Fitxer:Flag of Turkey.svg\|23x15px\|border \|alt=Turquia\|link=Selecció de futbol de Turquia\|{{#if:\|]]    | Caner Bulut       |
| 4  | DEF  | [[Fitxer:Flag of Turkey.svg\|23x15px\|border \|alt=Turquia\|link=Selecció de futbol de Turquia\|{{#if:\|]]    | Orhan Ak          |
| 7  | DAV  | [[Fitxer:Flag of Turkey.svg\|23x15px\|border \|alt=Turquia\|link=Selecció de futbol de Turquia\|{{#if:\|]]    | Sinan Özkan       |
| 8  | MIG  | [[Fitxer:Flag of Turkey.svg\|23x15px\|border \|alt=Turquia\|link=Selecció de futbol de Turquia\|{{#if:\|]]    | Gökhan Emreciksin |
| 9  | DAV  | [[Fitxer:Flag of Egypt.svg\|23x15px\|border \|alt=Egipte\|link=Selecció de futbol d'Egipte\|{{#if:\|]]        | Amr Zaki          |
| 10 | MIG  | [[Fitxer:Flag of Turkey.svg\|23x15px\|border \|alt=Turquia\|link=Selecció de futbol de Turquia\|{{#if:\|]]    | Arif Şahin        |
| 11 | MIG  | [[Fitxer:Flag of Turkey.svg\|23x15px\|border \|alt=Turquia\|link=Selecció de futbol de Turquia\|{{#if:\|]]    | Köksal Yedek      |
| 14 | DEF  | [[Fitxer:Flag of Turkey.svg\|23x15px\|border \|alt=Turquia\|link=Selecció de futbol de Turquia\|{{#if:\|]]    | Ahmet Görkem Görk |
| 15 | DAV  | [[Fitxer:Flag of Turkey.svg\|23x15px\|border \|alt=Turquia\|link=Selecció de futbol de Turquia\|{{#if:\|]]    | Göksu Türkdoğan   |
| 17 | DAV  | [[Fitxer:Flag of Turkey.svg\|23x15px\|border \|alt=Turquia\|link=Selecció de futbol de Turquia\|{{#if:\|]]    | Sinan Kaloğlu     |
| 18 | DAV  | [[Fitxer:Flag of Cameroon.svg\|23x15px\|border \|alt=Camerun\|link=Selecció de futbol del Camerun\|{{#if:\|]] | Hervé Tum         |
| 20 | MIG  | [[Fitxer:Flag of Turkey.svg\|23x15px\|border \|alt=Turquia\|link=Selecció de futbol de Turquia\|{{#if:\|]]    | Bülent Ertuğrul   |
| 21 | MIG  | [[Fitxer:Flag of Turkey.svg\|23x15px\|border \|alt=Turquia\|link=Selecció de futbol de Turquia\|{{#if:\|]]    | Aydın Karabulut   |

| N. | Pos. | Nac. | Jugador           |
| -- | ---- | --- | ----------------- |
| 22 | DEF  | [[Fitxer:Flag of Turkey.svg\|23x15px\|border \|alt=Turquia\|link=Selecció de futbol de Turquia\|{{#if:\|]]                        | Adem Alkaşi       |
| 23 | MIG  | [[Fitxer:Flag of Turkey.svg\|23x15px\|border \|alt=Turquia\|link=Selecció de futbol de Turquia\|{{#if:\|]]                        | Murat Kayalı      |
| 26 | MIG  | [[Fitxer:Flag of Turkey.svg\|23x15px\|border \|alt=Turquia\|link=Selecció de futbol de Turquia\|{{#if:\|]]                        | Sezer Badur       |
| 27 | DEF  | [[Fitxer:Flag of Croatia.svg\|23x15px\|border \|alt=Croàcia\|link=Selecció de futbol de Croàcia\|{{#if:\|]]                       | Hrvoje Spahija    |
| 28 | MIG  | [[Fitxer:Flag of Turkey.svg\|23x15px\|border \|alt=Turquia\|link=Selecció de futbol de Turquia\|{{#if:\|]]                        | Ali Zorlu         |
| 58 | DEF  | [[Fitxer:Flag of Brazil.svg\|23x15px\|border \|alt=Brasil\|link=Selecció de futbol del Brasil\|{{#if:\|]]                         | Bilica            |
| 61 | DEF  | [[Fitxer:Flag of Turkey.svg\|23x15px\|border \|alt=Turquia\|link=Selecció de futbol de Turquia\|{{#if:\|]]                        | Sedat Bayrak      |
| 77 | DEF  | [[Fitxer:Flag of Turkey.svg\|23x15px\|border \|alt=Turquia\|link=Selecció de futbol de Turquia\|{{#if:\|]]                        | Atahan Menekşe    |
| 78 | POR  | [[Fitxer:Flag of Turkey.svg\|23x15px\|border \|alt=Turquia\|link=Selecció de futbol de Turquia\|{{#if:\|]]                        | Ahmet Şahin       |
| 81 | DAV  | [[Fitxer:Flag of France (1794–1815, 1830–1974).svg\|23x15px\|border \|alt=França\|link=Selecció de futbol de França\|{{#if:\|]]   | Julien Faubert    |
| 90 | MIG  | [[Fitxer:Flag of the Netherlands.svg\|23x15px\|border \|alt=Països Baixos\|link=Selecció de futbol dels Països Baixos\|{{#if:\|]] | Marvin Zeegelaar  |
| 91 | POR  | [[Fitxer:Flag of Turkey.svg\|23x15px\|border \|alt=Turquia\|link=Selecció de futbol de Turquia\|{{#if:\|]]                        | Mücahit Atalay    |
| 95 | MIG  | [[Fitxer:Flag of Turkey.svg\|23x15px\|border \|alt=Turquia\|link=Selecció de futbol de Turquia\|{{#if:\|]]                        | Doruk Kerem Yiğit |
| 99 | MIG  | [[Fitxer:Flag of Turkey.svg\|23x15px\|border \|alt=Turquia\|link=Selecció de futbol de Turquia\|{{#if:\|]]                        | Mirsat Budak      |

## Entrenadors
- Faruk Omer (1984)
- Güvenç Kurtar (31 d'octubre de 2003–??)
- Erol Tok (22 d'agost 2007 – 19 de febrer 2008)
- Serafettin Tutas (29 d'agost 2008–??)
- Osman Özköylü (10 de juny 2010 – 10 d'octubre 2011)
- Hüsnü Özkara (14 d'octubre 2011 – March 29, 2012)
- Bülent Uygun (30 de març 2012 – 8 d'octubre 2012)
- Yılmaz Vural (10 d'octubre 2012 – 20 de maig 2013)
- Trond Sollied (24 de juny 2013 – 27 d'octubre 2013)
- Okan Buruk (31 d'octubre 2013–1?)
- Ümit Özat (8 d'agost 2014–)